# Christophe de Mytilène
Christophe de Mytilène (en grec, Χριστόφορος Μυτιληναῖος, Christophoros Mytilenaios) fut un poète de langue grecque qui vécut durant la première partie du XIe siècle. Ses œuvres comprennent des poèmes sur des sujets variés et quatre calendriers chrétiens. 

## Biographie
Christophe naquit à Constantinople et passa la plus grande partie de sa vie dans le quartier de Sphorakiou. Il fut un dignitaire important, ayant détenu notamment les titres de patrice, de protospathaire et de kritès (juge) des thèmes des Arméniaques et de Paphlagonie.
Les événements décrits dans ses poèmes suggèrent qu'il commença à écrire sous le règne de Romain III Argyre (1028-1034), mais la plupart de ses poèmes peuvent être datés du règne de Constantin IX Monomaque (1042-1055), empereur qui favorisa la culture et la littérature.

## Œuvres
Divers couplets (en grec στίχοι διάφοροι) est le titre de son recueil de 145 poèmes, qui couvrent une large gamme de genres et de sujets. Le recueil semble avoir été ordonné chronologiquement, et le texte de nombreux poèmes a été sévèrement endommagé.
La plupart des poèmes sont composés en dodécasyllabe, mais certains utilisent l'hexamètre dactylique ; on trouve également quelques élégies et poésies anacréontiques. Le style imite artificiellement la langue homérique.
Le contenu de ces poèmes est très hétérogène. Les plus remarquables d'entre eux sont satiriques, et Christophe s'y moque des conducteurs de chariots malchanceux, des maris cocus, des moines hypocrites, des pseudo-intellectuels etc. D'autres poèmes s'en prennent aux souris dévorant ses livres et à un hibou qui l'empêche de dormir.
Beaucoup de ses poèmes sont des épigrammes à contenu religieux, traitant de figures bibliques ou de fêtes chrétiennes. Quelques plus longs poèmes sont des oraisons funèbres pour sa mère et sa sœur. D'autres décrivent des événements historiques, comme la mort de Romain III Argyre et les émeutes de 1042. Le plus long de ses poèmes est un encomium (plaidoyer) sur les araignées. Le reste du recueil contient des épitaphes, des devinettes et des épigrammes dédicatoires. 
Christophe de Mytilène composa également quatre calendriers en quatre mètres différents (hexamètre, alexandrin, stichera et hymne canonique). Ils commémorent tous les saints et fêtes de l'année liturgique de l'Église orthodoxe
La poésie de Christophe de Mytilène se caractérise par un ton spirituel assez rare dans la poésie grecque de cette période. Le mélange d'éléments chrétiens et classiques, et l'élitisme intellectuel qu'il revendique le relient à d'autres poètes de cette époque, comme Jean Mauropous et Michel Psellos et à l'atmosphère culturelle régnant sous Constantin IX Monomaque.